# Поливанов, Фёдор Иванович
Фёдор Иванович Поливанов — советский хозяйственный, государственный и политический деятель, Герой Социалистического Труда.

## Биография
Родился в 1923 году на хуторе Петровский. Член КПСС.
В 1941 году окончил 9 классов школы и был призван в Красную Армию. Участник Великой Отечественной войны. Служил авиационным механиком и прошел всю войну в 8-м отдельном разведывательном авиационном полку, сержант. Награжден медалью «За боевые заслуги».
В Советской Армии до 1948 года. С 1948 года — на хозяйственной, общественной и политической работе. В 1948—1985 гг. — пропагандист, заведующий орготделом, первый секретарь Милютинского райкома ВЛКСМ, на партийной работе в Чернышевском районе Ростовской области, начальник инспекции по производству и заготовкам сельскохозяйственных продуктов Зимовниковского производственного управления.
С 11 декабря 1965 по 26 сентября 1985 года – первый секретарь Зимовниковского райкома КПСС. В 1967 году окончил Донской сельскохозяйственный институт.
1970-е - 1980-е годы в истории Зимовниковского района можно назвать периодом роста и развития в сфере экономики и социально-культурной жизни района. Район стал крупнейшим производителем зерна и ведущим по производству мяса и шерсти в Ростовской области. В 1973-й, урожайный год, валовый сбор зерна составил 425,6 тонн. По итогам Всесоюзного социалистического соревнования работников сельского хозяйства за увеличение производства и продажи государству зерна и других продуктов земледелия в 1973 году район был награжден Красными знамёнами ЦК КПСС, Совета Министров СССР, ВЦСПС и ЦК ВЛКСМ.
Указом Президиума Верховного Совета СССР от 7 декабря 1973 года за большие успехи, достигнутые во Всесоюзном социалистическом соревновании, и проявленную трудовую доблесть в выполнении принятых обязательств по увеличению производства и продажи государству зерна и других продуктов земледелия в 1973 году Поливанову Федору Ивановичу присвоено звание Героя Социалистического Труда с вручением ордена Ленина и золотой медали «Серп и Молот».

Избирался депутатом Верховного Совета РСФСР 10-го созыва.
Умер в Ростове-на-Дону в 1992 году.

## Награды
Кандидат сельскохозяйственных наук (1973).
- Золотая медаль «Серп и Молот» (06.09.1973);
- Орден Ленина (07.12.1973).
- Орден Трудового Красного Знамени (1976)
- Орден Отечественной войны 1 степени (11.03.1985)[1]
- Орден Знак Почёта (1967)
- Орден Знак Почёта (1971)
- Медаль «За боевые заслуги» (16.05.1945)[2]
- «В ознаменование 100-летия со дня рождения Владимира Ильича Ленина» (6 апреля 1970)
- «За победу над Германией в Великой Отечественной войне 1941—1945 гг.» (9.5.1945)
- Медаль «За освобождение Праги» (9.06.1945)
- «20 лет Победы в Великой Отечественной войне 1941—1945 гг.» (7 мая 1965[3])
- «30 лет Победы в Великой Отечественной войне 1941—1945 гг.»[4]
- Медаль «Сорок лет Победы в Великой Отечественной войне 1941—1945 гг.»[5]

- «Ветеран труда»
- «30 лет Советской Армии и Флота»[6]
- «40 лет Вооружённых Сил СССР»[7]
- «50 лет Вооружённых Сил СССР» (26 декабря 1967[8])
- «60 лет Вооружённых Сил СССР» (28 января 1978[9])
- Знак «25 лет победы в Великой Отечественной войне» (1970)